# Камподорато (Катанцаро)
Камподорато је насеље у Италији у округу Катанцаро, региону Калабрија.
Према процени из 2011. у насељу је живело 415 становника. Насеље се налази на надморској висини од 428 м.